# نظریه چارچوب ارتباطی
نظریه چارچوب رابطه ای (RFT) یک نظریه روانشناختی در مورد زبان و شناخت انسان است. این نظریه عمدتاً توسط استیون سی هیز و درموت بارنز هولمز در آغاز دهه 1980 توسعه یافت. این نظریه بر پایه ریشه های فلسفی بافتار گرایی کارکردی است و به شناخت و زبان و تعامل آنها می پردازد. منبع مهم دیگر نظریه "رفتار زبانی" بوروس فردریک اسکینر است.